# Porphyrinia jocularis
Porphyrinia jocularis là một loài bướm đêm trong họ Noctuidae.